# Balé com xícara de chá
O balé com xícara de chá é uma foto de 1935 do fotógrafo modernista australiano Olive Cotton. É indiscutivelmente o trabalho mais conhecido de Cotton.
A foto foi exibida no Salão de Fotografia de Londres em 1935, o primeiro trabalho de Cotton a ser exibido fora da Austrália.
O trabalho foi apresentado em um selo do Australia Post em 1991, comemorando 150 anos da foto.